# كالاتش
كالاتش (بالروسية: Калач) هي إحدى مدن روسيا في الكيان الفدرالي الروسي فورونيج أوبلاست.